# Abelharuco-preto
O abelharuco-preto (Merops gularis)é uma espécie de ave da família Meropidae.

## Descrição
O abelharuco-preto atinge um comprimento de cerca de 20 centímetros. É uma ave predominantemente negra, com o queixo e a garganta vermelho vivo, o peito raiado, as sobrancelhas azul-claras, o ventre azul, as coberturas inferiores da cauda e a garupa, e as primárias rufos.

## Distribuição
Pode ser encontrada nos seguintes países: Angola, Camarões, República Centro-Africana, República do Congo, República Democrática do Congo, Costa do Marfim, Guiné Equatorial, Gabão, Gana, Guiné, Guiné-Bissau, Libéria, Nigéria, Serra Leoa, Togo e Uganda.

## Subespécies
Existem duas subespécies: M. g. gularis, que se encontra desde a Serra Leoa até ao sudeste da Nigéria. Tem a testa azul e uma risca superciliar distinta azul-cobalto brilhante. Algumas aves do sudeste da Nigéria e do oeste dos Camarões são intermédias entre esta subespécie e a M. g. australis, que se encontra desde o sudeste da Nigéria até ao nordeste da República Democrática do Congo, para sul até ao norte de Angola. Esta subespécie não tem risca superciliar. A testa é preta, por vezes com algumas penas azuis. As riscas azul-celeste claras no peito e mesmo no ventre têm por vezes pontas escarlates. Asa ligeiramente mais comprida do que a da subespécie designada.

## Estado
O abelharuco-preto tem uma área de distribuição muito vasta e, embora o tamanho da população não tenha sido quantificado, diz-se que é comum e generalizado, com uma grande população total, e a União Internacional para a Conservação da Natureza avaliou o seu estado de conservação como sendo "pouco preocupante".